# Вересівська сільська рада
Вересівська сільська рада — колишня адміністративно-територіальна одиниця та орган місцевого самоврядування у Левківському, Черняхівському, Житомирському, Коростишівському районах, Житомирській міській раді Волинської округи, Київської і Житомирської областей УРСР та України. Адміністративний центр — село Вереси, яке було єдиним населеним пунктом сільради.

## Населення
Кількість населення ради, станом на 1923 рік, становила 1 700 осіб, кількість дворів — 396.
Відповідно до результатів перепису населення СРСР, кількість населення ради, станом на 12 січня 1989 року, становила 1 257 осіб.
Станом на 5 грудня 2001 року, відповідно до перепису населення України, кількість мешканців сільської ради становила 1 536 осіб.

## Склад ради
Рада складалась з 18 депутатів та голови.

## Керівний склад сільської ради
| ПІБ                      | Основні відомості                                                 | Дата обрання | Дата звільнення |
| ------------------------ | ----------------------------------------------------------------- | ------------ | --------------- |
| Шут Олександр Васильович | Сільський голова, 1959 року народження, освіта, безпартійний      | 26.03.2006   | 31.10.2010      |
| Шут Олександр Васильович | Сільський голова, 1959 року народження, освіта вища, безпартійний | 31.10.2010   | 25.10.2015      |
| Шут Олександр Васильович | Сільський голова, 1959 року народження, освіта вища, безпартійний | 25.10.2015   | 07.12.2018      |

Примітка: таблиця складена за даними джерела

## Історія
Створена 1923 року в с. Вереси Черняхівської волості Житомирського повіту Волинської губернії.
Станом на 1 вересня 1946 року та 1 січня 1972 року сільрада входила до складу Житомирського району Житомирської області, на обліку в раді перебувало с. Вереси.
Припинила існування 27 вересня 2018 року через об'єднання до складу Житомирської міської територіальної громади Житомирської області.
Входила до складу Левківського (7.03.1923 р.), Черняхівського (28.09.1925 р.), Житомирського (14.05.1939 р., 4.01.1965 р.), Коростишівського (30.12.1962 р.) районів та Житомирської міської ради (15.09.1930 р.).